# Арман (административно-территориальная единица)
Арман — административно-территориальная единица или податная единица в Кёбёкском отоке, Тёлёсском отоке и в Алтайских дючинах в XVIII—XX веках.

## История
Алтайские дючины и волости делились на арманы, во глава которых стояли демичи. Один арман включал в себя примерно сто дворов. Если же число домохозяйств уменьшалось, арман соединялся с соседним под управлением одного демичи.
При выборах зайсана каждый демичи мог выставить кандидата от имени своего армана.